# مركة (جنين)
مركة قرية من قرى الضفة الغربية وتتبع محافظة جنين، ومن القرى التي وقعت في حرب 1967. تقع إلى الجنوب الغربي من مدينة جنين وتبعد عنها 12كم، ويربطها بالطريق الرئيسي شارع طوله 2 كم وترتفع عن مستوى سطح البحر 380م، ويقال أن اسمها تحريفا لكلمة (ماعركا) بمعنى الملجأ والمأوى. تبلغ مساحة أراضيها 4396 دونما يحيط بها أراضي قرى قباطية، جربا، صانور عرابة. قدر عدد سكانها عام 1922 (142) نسمة وعام 1945 (230) نسمة، وعام 1967 (142) نسمة وعام 1987 (865) نسمة، وفي عام 1997 بلغوا 1160 نسمة.